# 7437 Torricelli
7437 Torricelli este un asteroid din centura principală de asteroizi.

## Descriere
7437 Torricelli este un asteroid din centura principală de asteroizi. A fost descoperit pe 12 martie 1994 la Cima Ekar de Vittorio Goretti și Andrea Boattini. Asteroidul prezintă o orbită caracterizată de o semiaxă mare de 2,35 ua, o excentricitate de 0,09 și o înclinație de 6,4° în raport cu ecliptica.